# Абелева група
Абелева група (комутативна група) — група, операція в якій задовольняє умові комутативності. Названа на честь Нільса Абеля, що встановив роль таких груп в теорії розв'язності алгебричних рівнянь у радикалах. Зазвичай для позначення операції в абелевій групі використовується адитивний запис, тобто знак + для самої операції, що називається додаванням, знак 0 для нейтрального елементу, що називається нулем.
Теорія абелевих груп, що бере свій початок в теорії чисел, знаходить застосування в багатьох математичних теоріях.
Розвиток теорії модулів нерозривно пов'язаний з абелевими групами як модулями над кільцем цілих чисел. Багато результатів теорії абелевих груп вдається перенести на випадок модулів над кільцем головних ідеалів.
Теорія двоїстості характерів скінченних абелевих груп одержала глибокий розвиток в теорії двоїстості для топологічних локально компактних груп. Розвиток гомологічної алгебри дозволив вирішити ряд проблем в теорії абелевих груп, наприклад, дати опис множин всіх розширень однієї групи за допомогою іншої.

## Приклади
- Всі циклічні групи, зокрема адитивна група цілих чисел — абелеві.
- Абелевими групами будуть всілякі прямі суми циклічних груп,
- Адитивна група раціональних чисел {\displaystyle \mathbb {Q} } (що є локально циклічною групою, тобто групою, всі скінченно породжені підгрупи якої циклічні),
- P-групи (або квазіциклічні групи {\displaystyle \mathbb {Z} _{p^{\infty }}}, де р — довільне просте число).

## Види абелевих груп
Вільна абелева група — пряма сума деякої множини нескінченних циклічних груп.
Довільна підгрупа вільної абелевої групи — вільна абелева група.
Сукупність всіх елементів скінченного порядку абелевої групи утворює підгрупу, що називається підгрупою кручення абелевої групи. Факторгрупа абелевої групи по її підгрупі кручення є групою без кручення. Таким чином довільна абелева група — розширення періодичної абелевої групи при допомозі абелевої групи без кручення. Підгрупа кручень, взагалі кажучи, не виділяється у вигляді прямого доданку.
Періодична абелева група порядки всіх елементів якої є степенями фіксованого простого числа p, називається примарною по простому числу p (у загальній теорії груп використовується термін р-група). Всяка періодична абелева група може бути розкладена, притому єдиним способом у пряму суму примарних груп, що відносяться до різних простих чисел.

### Скінченні абелеві групи
Основоположна теорема про структуру скінченної абелевої групи стверджує, що будь-яка скінченна абелева група може бути розкладена в пряму суму своїх циклічних підгруп, порядки яких є степенями простих чисел. Це наслідок загальної теореми про структуру скінченнопороджених абелевих груп для випадку, коли група не має елементів нескінченного порядку.
{\displaystyle \mathbb {Z} _{mn}} ізоморфна прямій сумі {\displaystyle \mathbb {Z} _{m}} і {\displaystyle \mathbb {Z} _{n}} тоді і тільки тоді, коли {\displaystyle m} і {\displaystyle n} взаємно прості.
Отже, можна записати абелеву групу {\displaystyle G} у формі прямої суми
{\displaystyle \mathbb {Z} _{k_{1}}\oplus \ldots \oplus \mathbb {Z} _{k_{u}}}
двома різними способами:
- Де числа {\displaystyle k_{1},\;\ldots ,\;k_{u}} ступені простих
- Де {\displaystyle k_{1}} ділить {\displaystyle k_{2}}, яка ділить {\displaystyle k_{3}}, і так далі до {\displaystyle k_{u}}.

Наприклад, {\displaystyle \mathbb {Z} /15\mathbb {Z} =\mathbb {Z} _{15}} може бути розкладена в пряму суму двох циклічних підгруп порядків 3 та 5: {\displaystyle \mathbb {Z} /15\mathbb {Z} =\{0,\;5,\;10\}\oplus \{0,\;3,\;6,\;9,\;12\}}. Те ж можна сказати про будь-яку абелеву групу порядку 15, приходимо до висновку, що всі абелеві групи близько 15 ізоморфні.

### Скінченнопороджені абелеві групи
Повний опис відомий також для скінченнопороджених абелевих груп. Його дає основна теорема про абелеві групи із скінченним числом твірних: всяка скінченно породжена абелева група розкладається в пряму суму скінченного числа нерозкладних циклічних підгруп, з яких частина — скінченні примарні, частина — нескінченні. Такий розклад не є єдиним, але будь-які два розклади абелевих груп з скінченним числом твірних в пряму суму нерозкладних циклічних груп ізоморфні між собою і, таким чином, число нескінченних циклічних доданків і сукупність порядків примарних циклічних доданків не залежить від вибору розкладу. Ці числа, називаються інваріантами скінченнопородженої абелевої групи, вони є повною системою інваріантів в тому розумінні, що довільні дві групи, для яких ці інваріанти рівні, є ізоморфними. Всяка підгрупа абелевої групи з скінченним числом твірних сама має скінченну систему твірних.

### Лінійна незалежність і ранг
Скінченна множина елементів {\displaystyle g_{1},\ldots ,g_{k}} абелевої групи називається лінійно залежною, якщо існують такі цілі числа {\displaystyle n_{1},\ldots ,n_{k}}, не всі рівні нулю, що {\displaystyle \sum _{i=1}^{k}n_{i}g_{i}=0.} Якщо таких чисел не існує, то ця множина називається лінійно незалежною. Довільна система елементів абелевої групи називається лінійно залежною, якщо лінійно залежна деяка скінченна її підсистема. Абелева група, що не є періодичною, володіє максимальними лінійно незалежними системами. Потужності всіх максимальних лінійно незалежних підсистем однакові і називаються рангом (Прюфера) даної абелевої групи. Ранг періодичної групи вважається рівним нулю. Ранг вільної абелевої групи рівний потужності системи її твірних.
Всяка абелева група без кручення рангу I ізоморфна деякій підгрупі адитивної групи раціональних чисел.
Абелеві групи без кручення, розкладаються в пряму суму груп рангу 1, що називаються цілком розкладними. Не всяка підгрупа цілком розкладної групи буде цілком розкладною (але всякий прямий доданок). Для всякого цілого n існує абелева група без кручення рангу n, нерозкладна в пряму суму. Для зліченних абелевих груп без кручення може бути побудована повна система інваріантів.

### Повні абелеві групи
Абелева група називається повною, якщо для будь-якого її елементу a і будь-якого цілого n в ній рівняння nx = a має розв'язок. Всі повні абелеві групи вичерпуються прямими сумами груп, ізоморфних {\displaystyle \mathbb {Q} } і групам {\displaystyle \mathbb {Z} -{p^{\infty }}}, причому потужності множин компонент, ізоморфних {\displaystyle \mathbb {Q} }, а також {\displaystyle \mathbb {Z} _{p^{\infty }}} (для кожного простого числа) утворюють повну і незалежну систему інваріантів повної групи. Довільна абелева група може бути ізоморфно вкладена в деяку повну абелеву групу. Повні абелеві групи і лише вони є ін'єктивними об'єктами в категорії абелевих груп. Таким чином, довільна абелева група подається у вигляді прямої суми повної групи і так званої редукованої групи, тобто групи, що не містить ненульових повних підгруп.

## Властивості
- Будь-яка абелева група має природну структуру модуля над кільцем цілих чисел. Дійсно, нехай {\displaystyle n} — натуральне число, а {\displaystyle x} — елемент комутативної групи {\displaystyle G} з операцією, що позначається як {\displaystyle +}, тоді {\displaystyle nx} можна визначити як {\displaystyle x+x+\ldots +x} ({\displaystyle n} раз) і {\displaystyle (-n)x=-(nx)}.
  - Твердження та теореми, вірні для абелевих груп (тобто модулів над кільцем головних ідеалів {\displaystyle \mathbb {Z} }), часто можуть бути узагальнені на модулі над довільним кільцем головних ідеалів. Типовим прикладом є класифікація скінченновопороджених абелевих груп.
- Множина гомоморфізмів {\displaystyle \operatorname {Hom} (G,\;H)} всіх групових гомоморфізмів з {\displaystyle G} у {\displaystyle H} сама є абелевою групою. Дійсно, нехай {\displaystyle f,\;g:G\to H} — два гомоморфізми груп між абелевими групами, тоді їх сума {\displaystyle f+g}, задана як {\displaystyle (f+g)(x)=f(x)+g(x)}, теж є гомоморфізмом (це невірно, якщо {\displaystyle H} — некомутативна група).

## Варіації та узагальнення
- Диференціальною групою називається абелева група {\displaystyle \mathbf {C} }, в якій заданий такий ендоморфізм {\displaystyle d\colon \mathbf {C} \to \mathbf {C} }, що {\displaystyle d^{2}=0}. Цей ендоморфізм називається диференціалом. Елементи диференціальних груп називаються ланцюгами, елементи ядра {\displaystyle \ker \,d} -циклами, елементи образу {\displaystyle \mathrm {Im} \,d} -границями.

### Українською
- Гаврилків В. М. Елементи теорії груп та теорії кілець. — І.-Ф.  : Голіней, 2023. — 153 с.
- Ганюшкін О. Г., Безущак О. О. Теорія груп: Навчальний посібник для студентів механіко–математичного факультету. — Київ : ВПЦ "Київський університет", 2005.

### Іншими мовами
- Винберг Э. Б. Курс алгебри. — 4-е изд. — Москва : МЦНМО, 2011. — 592 с. — ISBN 978-5-94057-685-3.(рос.)

- Курош А. Г. Теория групп. — 3-е изд. — Москва : Наука, 1967. — 648 с. — ISBN 5-8114-0616-9.(рос.)
- Джозеф Ротман[en]. An Introduction to the Theory of Groups. — 4th. — Springer (Graduate Texts in Mathematics), 1994. — 532 с. — ISBN 978-0387942858.(англ.)
- Математическая энциклопедия. В пяти томах. Том 1./ Под ред. И. М. Виноградова. М.: Советская энциклопедия, 1984
- Phillip A. Griffith (1970). Infinite Abelian group theory. Chicago Lectures in Mathematics. University of Chicago Press. ISBN 0-226-30870-7.